# Bojadła
Bojadła (in tedesco Boyadel) è un comune rurale polacco del distretto di Zielona Góra, nel voivodato di Lubusz.
Ricopre una superficie di 102,55 km² e nel 2004 contava 3 378 abitanti.